# Sudzal
Sudzal é um município do estado do Iucatã, no México. A população do município calculada no censo 2005 era de 1.560 habitantes.

Município Sudzal